# Theaterstraße (Aachen)
Die Theaterstraße in Aachen wurde 1825 bis 1826 als Verbindung zwischen der Aachener Innenstadt und der damals selbstständigen Stadt Burtscheid nach Plänen von Johann Peter Cremer angelegt. Sie war die erste Straße, die den mittelalterlichen Stadtgrundriss Aachens durchbrach.

## Namensgebung
Vor der Fertigstellung des Theaters wurde die noch im Bau befindliche Straße bis zur äußeren Stadtmauer zunächst bis 1833 provisorisch als Komödienstraße bzw. als Neustraße bezeichnet.
Nach der Einweihung des Theaters am unteren Ende der Straße erfolgte die Umbenennung in Theaterstraße. Die Verlängerung der Theaterstraße in Richtung Burtscheid wurde zunächst als Verbindungsweg, ab 1841 als Hochstraße bezeichnet.
Am 1. August 1915 wurden beide Straßen auf Beschluss der Stadtverordnetenversammlung in Hindenburgstraße umbenannt.
Nach Beendigung der Kampfhandlungen im Zweiten Weltkrieg in Aachen wurden am 1. Dezember 1944 durch eine Verwaltungsanordnung zahlreiche Straßen umbenannt, darunter auch die Hindenburgstraße, die seit dieser Zeit in ihrer Gesamtheit als Theaterstraße bezeichnet wird.

## Archäologie

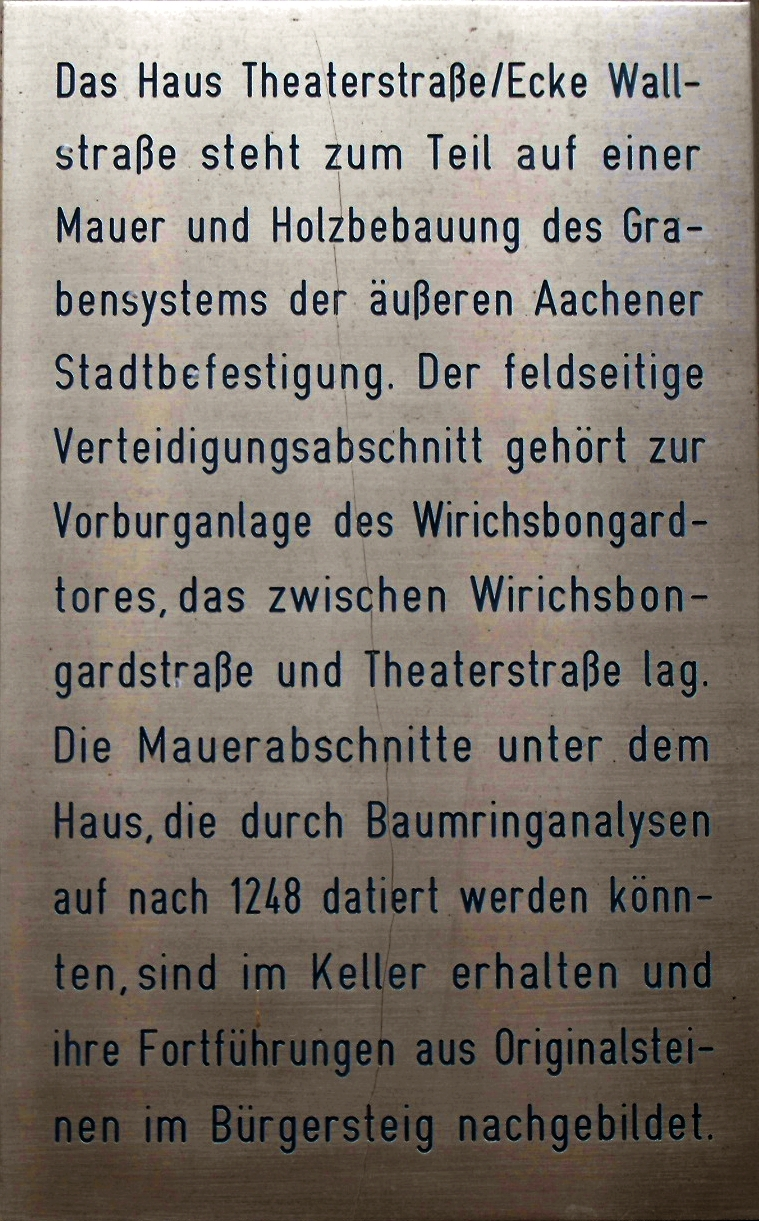
Hinweistafel über den Verlauf der Stadtmauer

Bei der Anlage der Straße und der darauf folgenden Bebauung wurden an mehreren Stellen Reste der äußeren Stadtmauer und des Wirchsbongardstores entdeckt, das im Zuge der Trassierung der Theaterstraße großteils niedergelegt worden war. 1847 waren noch kleine Reste des Tores an der Einmündung der Wirichsbongardstraße erhalten. Bei Bauarbeiten im Jahr 1988 fand man auf dem Grundstück Theaterstraße 37–39 Reste der alten Stadtmauer mit der dazugehörigen Kontermauer sowie die östliche Mauer der Barbakane des um 1257 errichteten Wirichbongardstores.
Bei Ausschachtungsarbeiten für einen Neubau an der Ecke Theaterstraße/Wallstraße stieß man auf die Reste der Kontermauer der alten Stadtbefestigung. Eine kleine Hinweistafel am Haus Theaterstraße Nr. 42 und eine Markierung mittels grober Pflastersteine im Bürgersteig der Theater- und Wallstraße erinnert an den Verlauf der äußeren Stadtmauer. Auf der Parzellengrenze zwischen den Häusern Theaterstraße 31 und 33 wurde bei Bauarbeiten ein 43 Meter langes Stück der Stadtmauer gefunden.

## Geschichte
Johann Peter Cremer plante die neue Straße als eine weit über die damaligen Stadtmauern hinausreichende Sichtachse. Grundlage dieser Trassierung war die Idee, den Aachener und Burtscheider Kurbezirk mit einer Allee repräsentativ zu verbinden. Die Anlage der Straße war in Cremers Planung in drei Abschnitte gegliedert. Die ursprünglichen Pläne, jeweils am Anfang und Ende der Straße sowie im Bereich des Durchbruchs durch die Stadtmauer große runde Plätze anzulegen, wurden verworfen und wichen einer einfacheren Straßenführung ohne Platzanlagen.
Der erste Planungsabschnitt reichte vom Theater bis zur äußeren Stadtmauer (heutige Einmündung Wallstraße / Schützenstraße). Die Straße wurde großzügig, breit und repräsentativ ausgebaut. Die offizielle Einweihung der Straße erfolgte am 2. November 1833 mit einer Truppenparade zu Ehren von Kronprinz Friedrich Wilhelm IV.
In der Folgezeit war die Theaterstraße aufgrund ihres geraden Verlaufes und der großen Breite häufig Schauplatz für Militärparaden, Prozessionen und Karnevalsumzüge.

## Bebauung

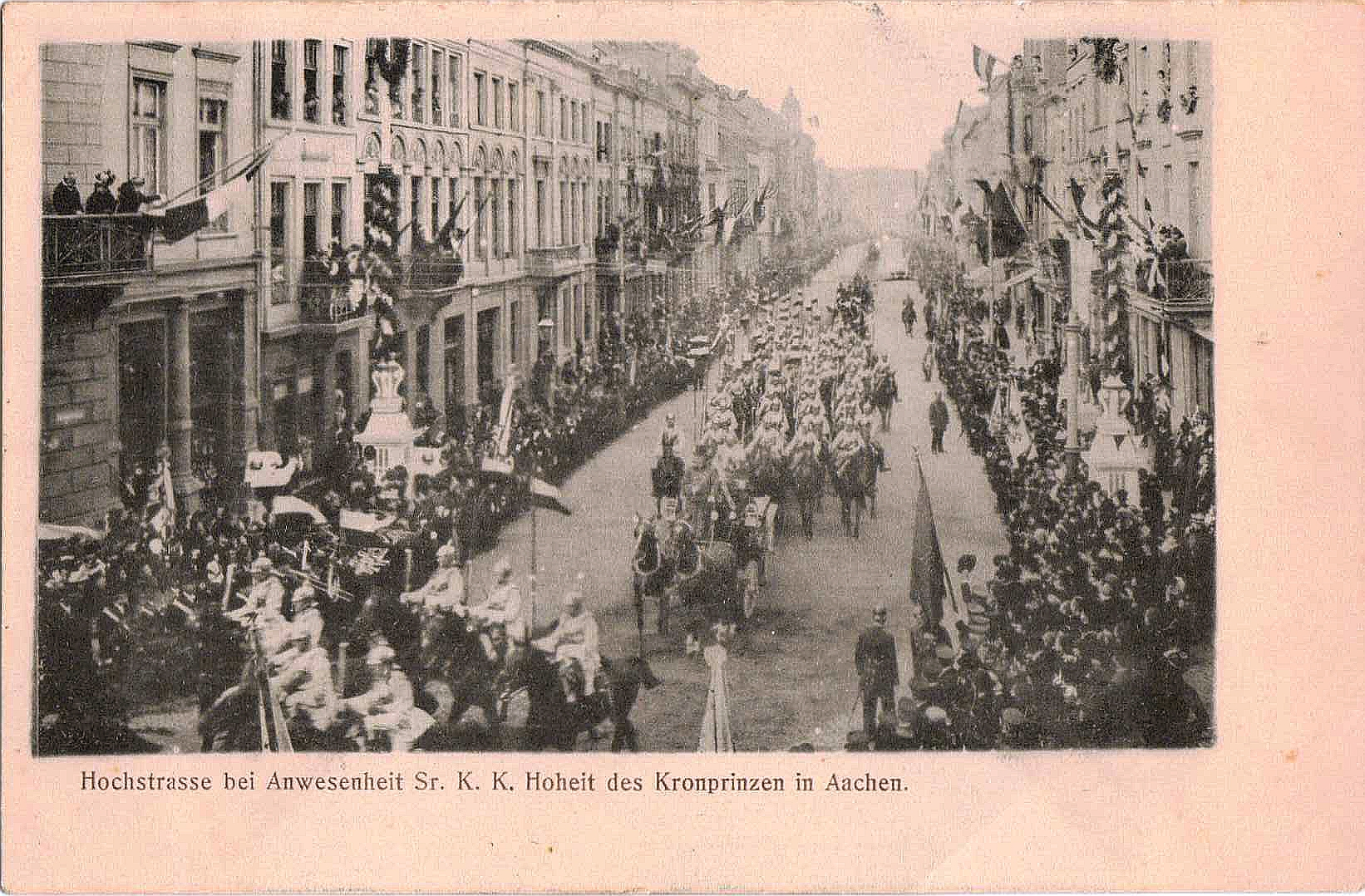
Militärparade, 1902

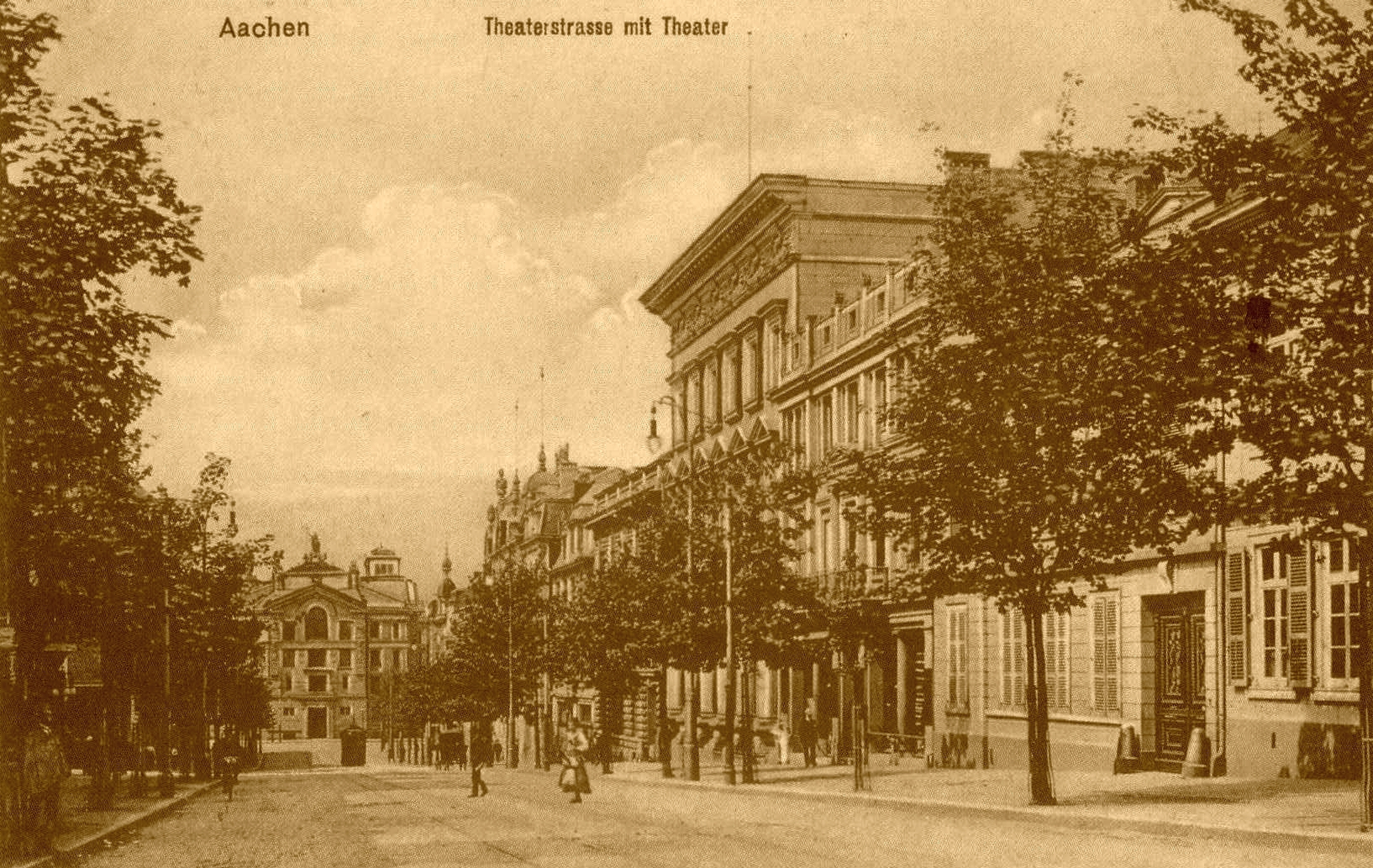
Reichsbankgebäude (rechts)

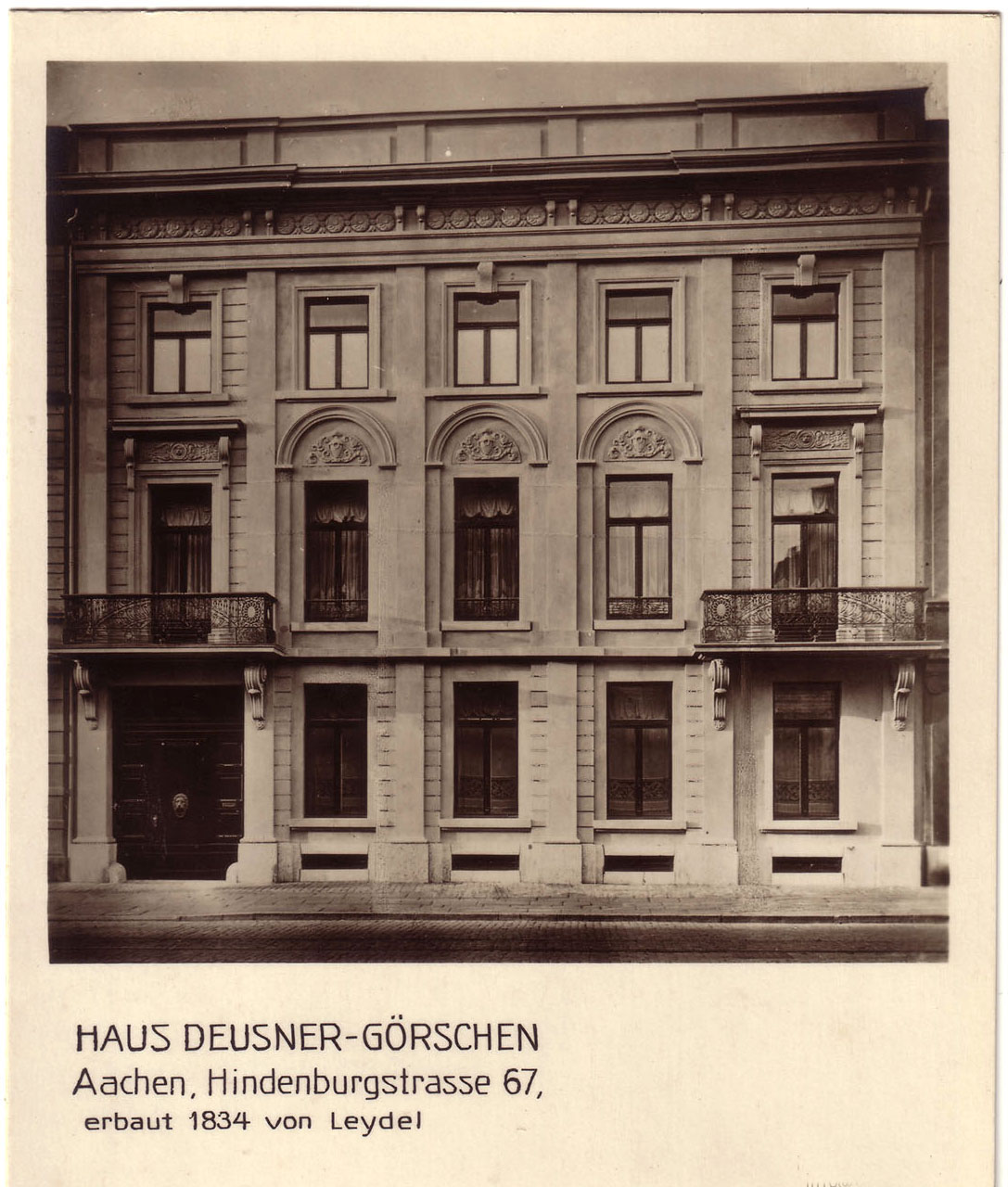
Haus Deusner-Görschen um 1900, Theaterstraße 67

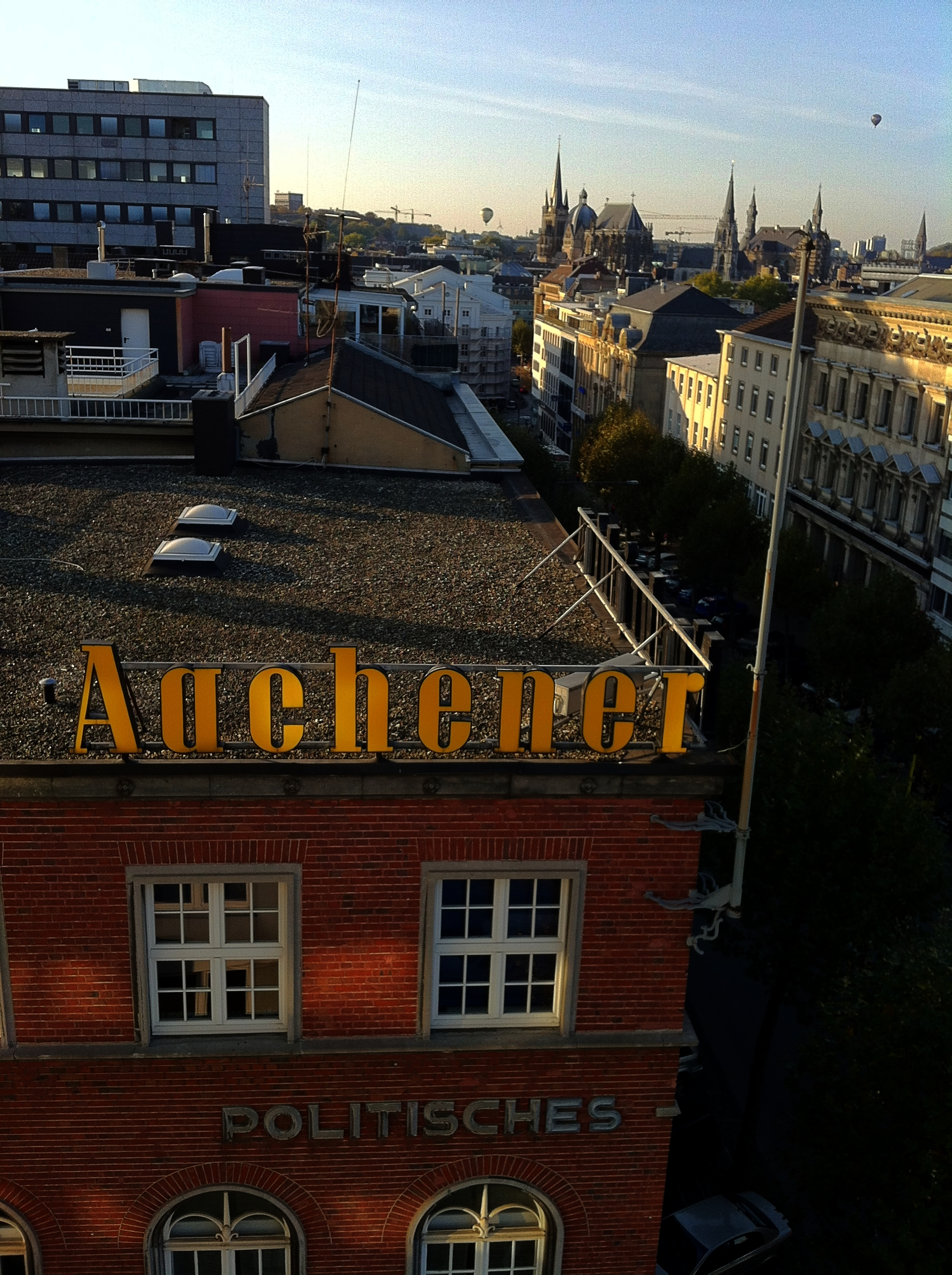
Verlagshaus der Aachener Nachrichten

Den ersten Bauantrag stellte Regierungs- und Forstrat Johann Wilhelm Steffens am 21. März 1826 für das Grundstück Komödienstraße 15. Bei der Erstbauung wurde auf der Südseite der Straße 1829 ein Quellvorbruch entdeckt, der eisenhaltiges Mineralwasser führte. Die Quelle wurde später ausgebaut, das Wasser als „Leuchtenrathsches Heilwasser“ vertrieben und ein Kurhotel (Theaterstraße B1347, heute Theaterstraße 19) errichtet. Da die Wiederergänzungsrate der Quelle zu gering war, musste das Hotel nach zwanzig Jahren wieder schließen.
Nach dem Durchstich durch die ehemalige Stadtmauer verengte sich die Straße, was man im heutigen Erscheinungsbild noch beobachten kann. Ab dieser Stelle wurde die Straße zunächst als Verbindungsweg (nach Burtscheid) benannt. Für die Entwicklung des Bahnhofsviertels 1837 bis 1841 war die Theaterstraße eine wichtige Anbindung des Bahnhofs an die Innenstadt. Die Architektur der Straße erhielt durch die verkehrsgünstige Lage neue Impulse. Der Anteil der privaten Wohnhäuser ging schon Mitte des 19. Jahrhunderts zu Gunsten von repräsentativen Geschäfts- und Bankhäusern zurück. Nur noch wenige Häuser sind von der ursprünglichen Bebauung erhalten.

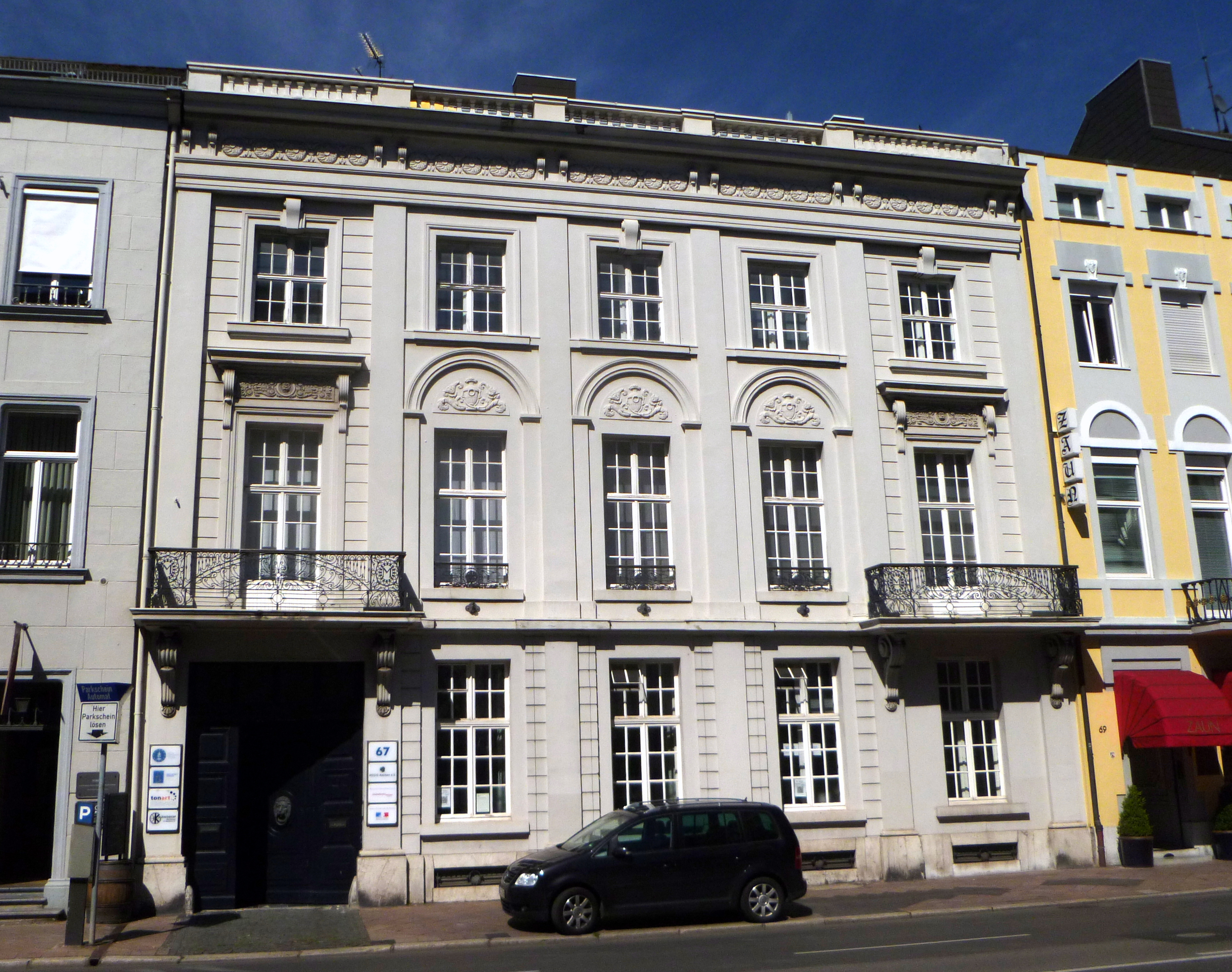
Haus Matthéy 2014

Das bekannteste, das heutige Haus Matthéy (Theaterstraße 67, unter anderem Sitz des Deutsch-Französischen Kulturinstitutes) errichtete Adam Franz Friedrich Leydel 1834 für den Aachener Tuchhändler C. F. Deusner im klassizistischen Stil mit einem 6000 Meter2 großen Garten. Im Jahre 1880 übernahm der spätere Regierungsvizepräsident Robert von Görschen das Haus, das bis etwa 1945 im Besitz der Familie blieb und anschließend Eigentum des Tuchhändlers Teo Mattéy (1901–1989) wurde, der es später der Stadt Aachen übertrug. Leydel genehmigte auch die Entwürfe zu den Häusern Theaterstraße 48 und 52, Letzteres wurde 1977 abgebrochen. Vermutlich wurden beide viergeschossigen klassizistischen Wohnhäuser erst nach Leydels Tod errichtet.
Das Nachbarhaus Theaterstraße 69 errichtete der Aachener Privatbaumeister Andreas Hansen 1842. Nachdem es 1910 strukturell stark verändert worden war, konnte 1970 die alte Bauordnung nach alten Plänen wiederhergestellt werden.
Zahlreiche noch erhaltene Geschäftsgebäude entstanden im ausgehenden 19. und Anfang des 20. Jahrhunderts. Dazu zählt das 1888 bis 1889 vom Architekten Max Hasak errichtete Bankhaus der Reichsbank in der Theaterstraße 17. Das Gebäude wurde mit einer Werksteinfassade nach Vorbild der italienischen Renaissance versehen und zählt zu den frühen Bauwerken Hasaks, der über 30 Filialen für die Reichsbank erbaut hat.
Ein weiteres noch erhaltenes Geschäftshaus befindet sich in der Theaterstraße Nr. 9. Das von dem Architekten Eduard Linse im Jahr 1900 für die Bankgesellschaft Robert Suermondt & Cie. errichtete Bankhaus ist durch eine Putzfassade mit neobarocken Schmuckelementen gekennzeichnet.
Einige markante Geschäftsgebäude aus den 1920er Jahren haben sich erhalten, beispielsweise das Verlagsgebäude des Politischen Tageblattes (bis 1944) bzw. der Aachener Nachrichten (1945–1977) in der Theaterstraße Nr. 24–26. Der charakteristische Backsteinbau mit Werksteinverblendungen im Erdgeschoss aus dem Jahr 1928 wird ebenso wie das Gebäude Theaterstraße 22 dem Aachener Architekten Albert Dederichs zugeschrieben.
Das Eckhaus Bahnhofstraße/Theaterstraße 70–74 war der erste große Neubauprojekt nach dem Zweiten Weltkrieg. In dem Gebäude befand sich seit dem 8. März 1951 bis zum Umzug in das neue Verlagsgebäude an der Dresdner Straße im Jahr 1977 das Verlagshaus der Aachener Volkszeitung.
Zahlreiche Geschäfts- oder Privathäuser stehen ganz oder in Teilen unter Denkmalschutz.

## Entwicklung des Wirtschafts- und Geschäftslebens

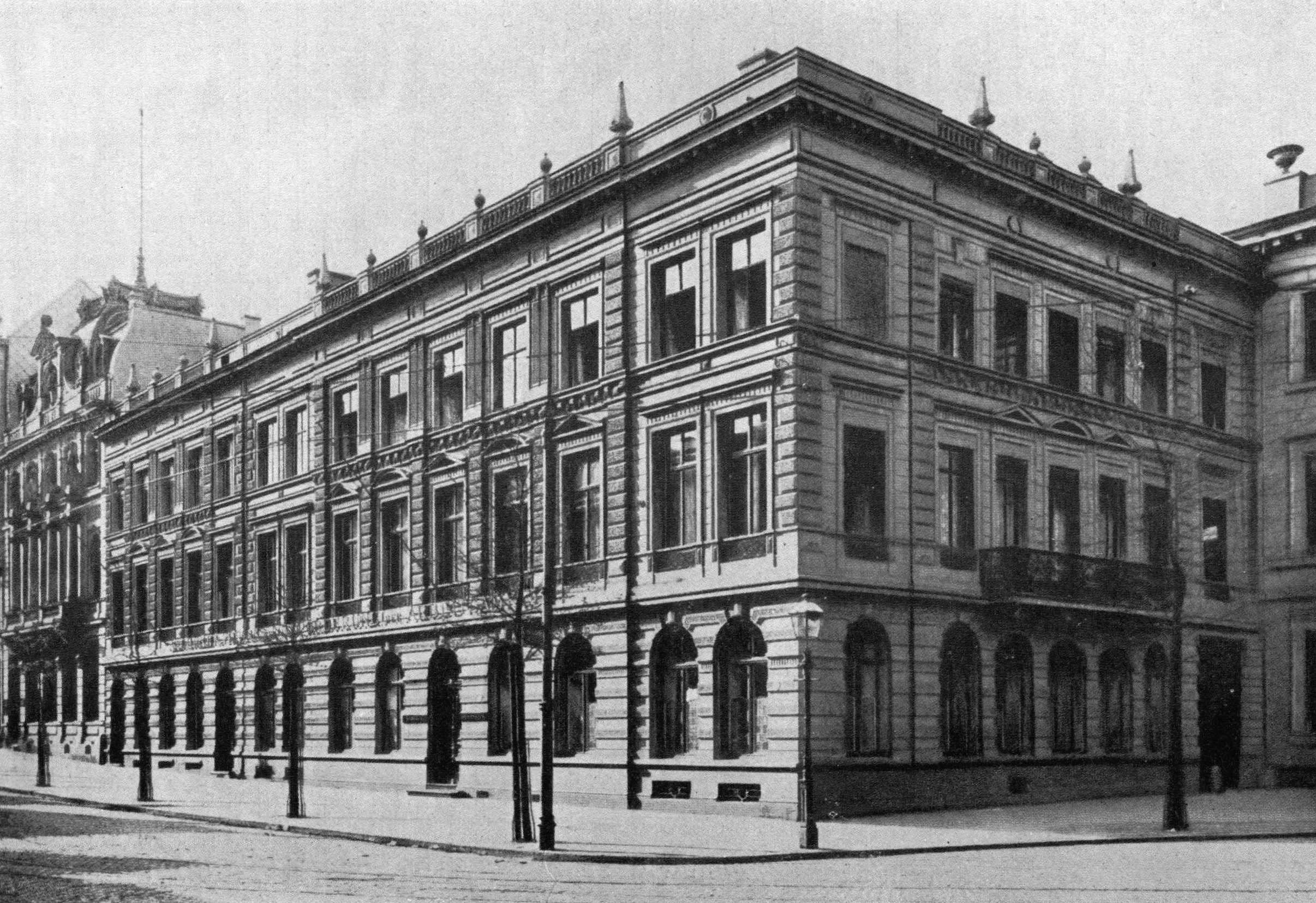
Landesbank der Rheinprovinz

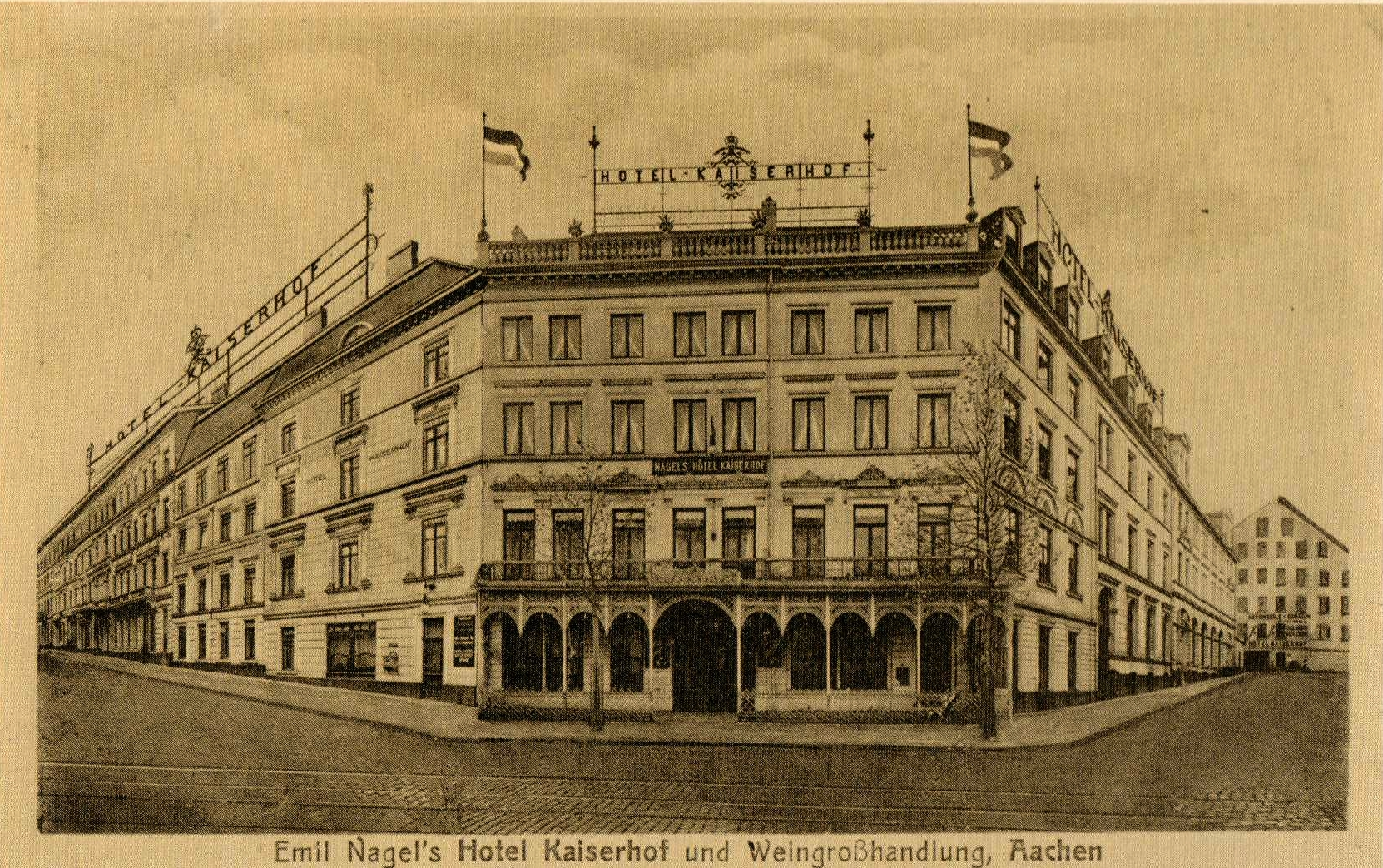
Hotel Kaiserhof, um 1910

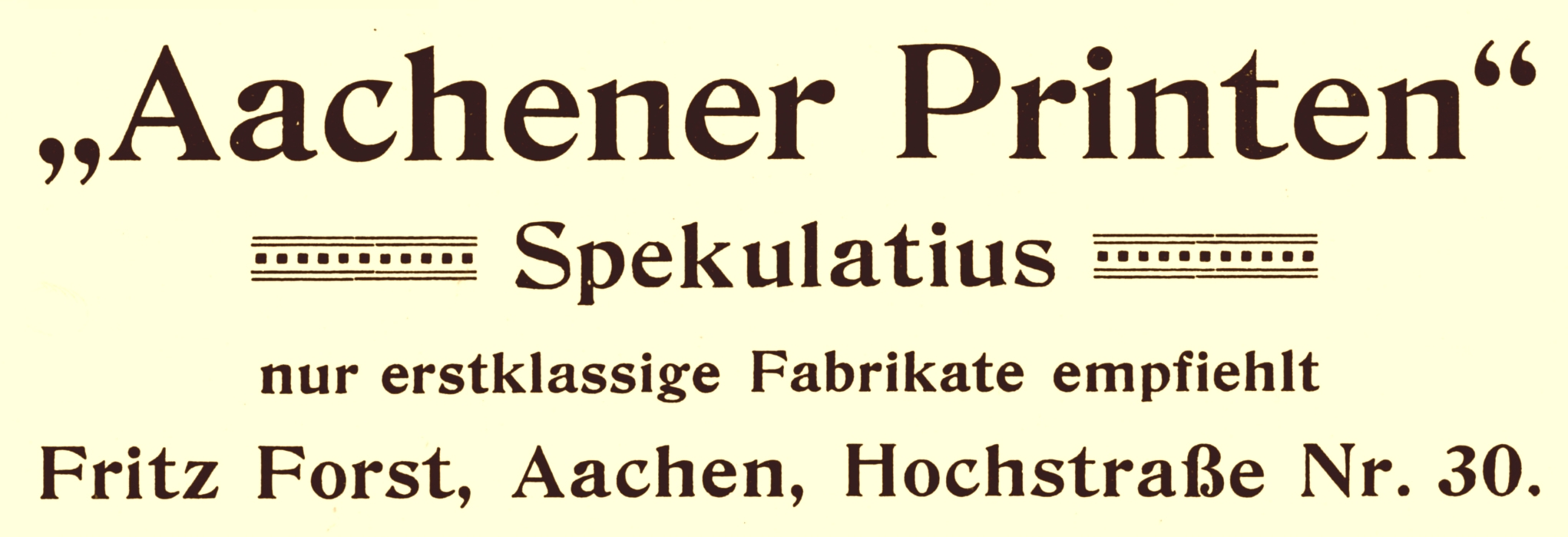
Reklame Konditorei Fritz Forst, 1912

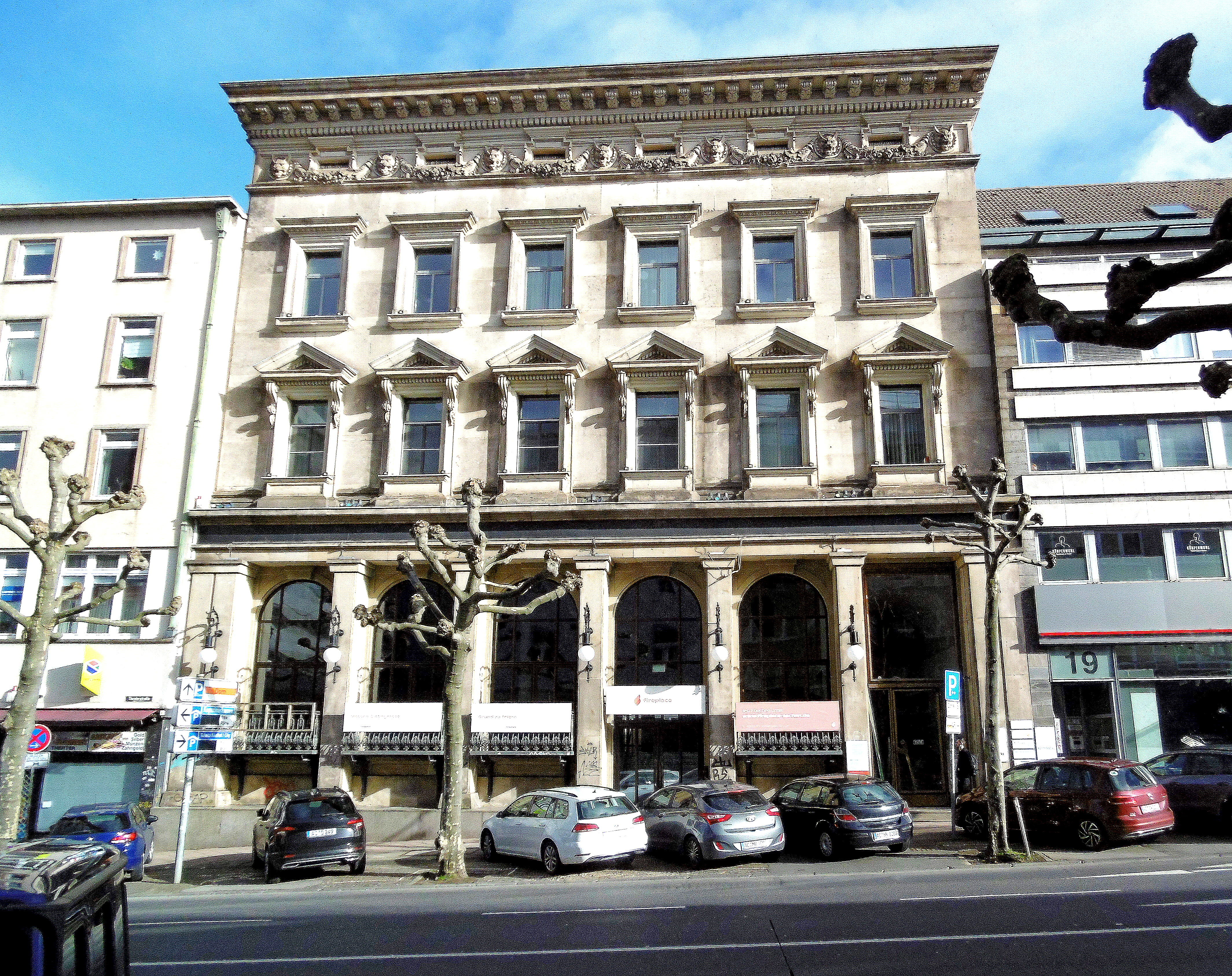
Ehemalige Landeszentralbank (Reichsbank)

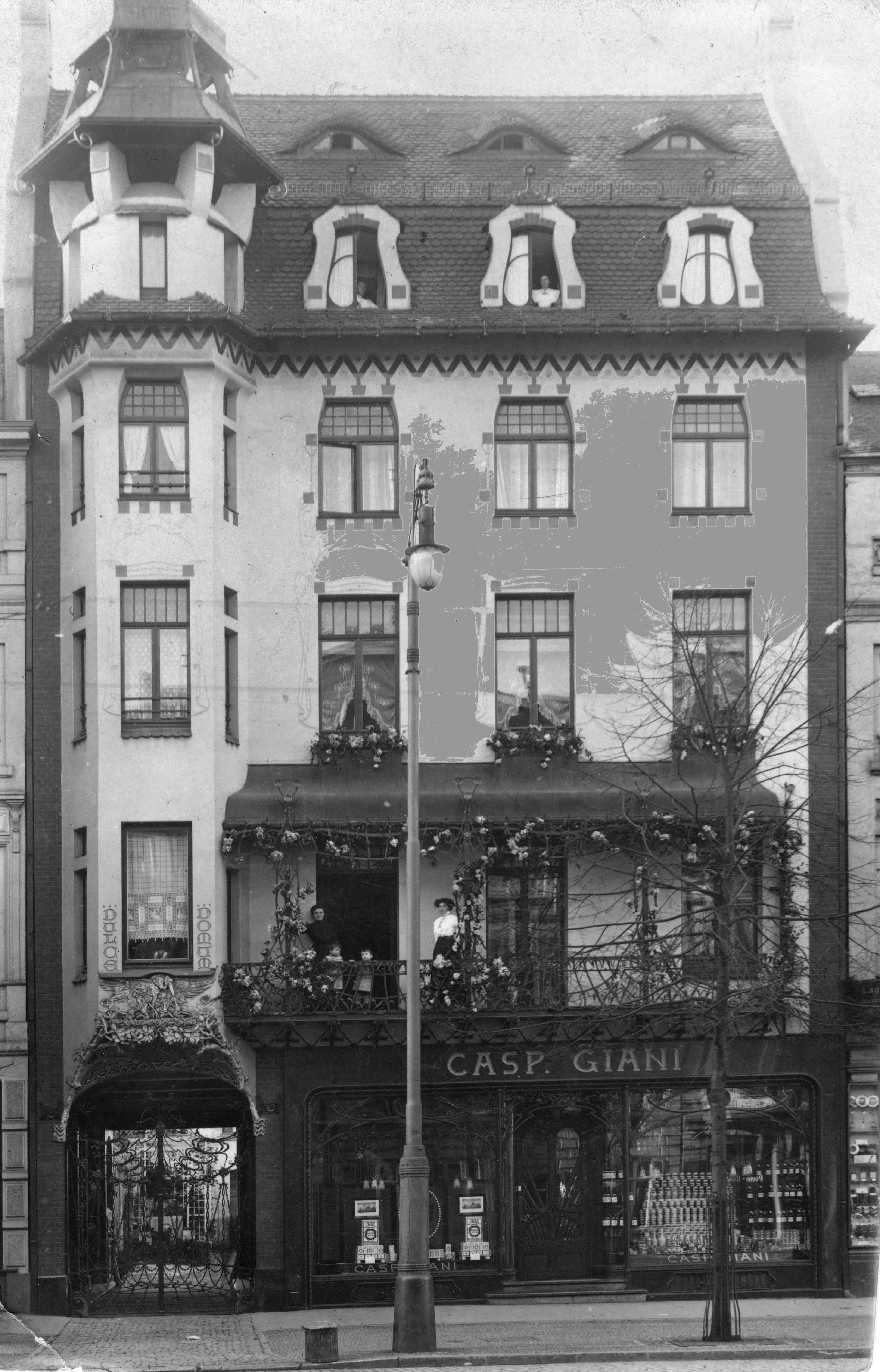
Feinkosthaus Caspar Giani, 1912

Die Theaterstraße war von Beginn an Wohnsitz zahlreicher gut situierter Aachener Bürger, Bankhäuser und Versicherungsgesellschaften, wie beispielsweise seit 1935 der Aachen-Leipziger Versicherungs AG in der Theaterstraße 9.
Ab Mitte des 19. Jahrhunderts siedelten sich dort zahlreiche renommierte Ateliers von Fotografen an, wie Carl Billotte, Eugen Westendorp und August Kampf.
Zahlreiche Bankgesellschaften wie die Reichsbank (Nr. 17), die Landesbank der Rheinprovinz, vormals Rheinische Girozentrale und Provinzialbank bzw. Aachener Verein zur Beförderung der Arbeitsamkeit, gegründet von David Hansemann (Nr. 2–4), das Bankgeschäft Probst & Co (Nr. 9), die Aachener Kreditbank (Nr. 12–14), das Bankhaus Allermann & Co., Städtische Sparkasse (Nr. 22), die Commerzbank bzw. die Aachener Bank für Handel und Gewerbe (Nr. 23) sowie die Aachener Bausparkasse (Nr. 92) hatten vor dem Krieg in der Theaterstraße ihren Sitz. Besonders während der belgischen Besatzung der Rheinlande nach dem Ersten Weltkrieg besaßen dort in den 1920er Jahren auch belgische und französische Banken Filialen, wie die Bank der Société Générale (Nr. 61) oder der Crédit Anversois (Nr. 1a). Auch gegenwärtig haben noch zahlreiche Banken und Bausparkassen dort ihren Sitz.
Im Jahr 1904 bezog die Aachener Industrie- und Handelskammer in der Theaterstrasse Nr. 6–8 ihren Geschäftssitz.
Zahlreiche große Industriegesellschaften wählten dort ihren repräsentativen Firmensitz, wie der Eschweiler Bergwerks-Verein (Nr. 11), die Westdeutsche Telefongesellschaft mbH. (Nr. 20), die Stolberger Zink AG (Nr. 37), die Siemens-Schuckertwerke (Nr. 106) sowie die Adam Opel AG, die in der Theaterstraße 77 über fast zwei Jahrzehnte ihren Ausstellungsraum für Fahrzeuge hatte. Auch der Technische Überwachungsverein hatte in der Theaterstrasse 90 seine Aachener Filiale.
Das größte Hotel Aachens Anfang des 20. Jahrhunderts war Emil Nagel’s Hotel Kaiserhof an der Ecke Wallstraße. Es verfügte über 160 Zimmer, zwei große Festsäale für 1600 Personen, eine Weingroßhandlung und ein Bierrestaurant.
Im Vergleich zu anderen Straßen in Aachen gab es in der Theaterstraße traditionell nur wenige Einzelhandelsgeschäfte und Restaurants. Zu den berühmtesten zählte das Feinkosthaus Caspar Giani Theaterstraße 50 oder die Konditorei Fritz Forst, Theaterstraße 66. Während beide nicht mehr existieren, haben zwei Aachener Traditionsbetriebe bis heute einen langjährigen Firmensitz in dieser Straße: Juwelier Zaun (Nr. 69) und Nagel & Hoffbaur (Nr. 63–65).
Gegenwärtig ist die Theaterstraße Standort von zahlreichen Banken und Versicherungen, der Industrie- und Handelskammer (IHK) Aachen und des Einzelhandelsverbands (Nr. 63–65) sowie von Arztpraxen, gastronomischen Einrichtungen und Einzelhandelsgeschäften.

## Denkmäler und Brunnen

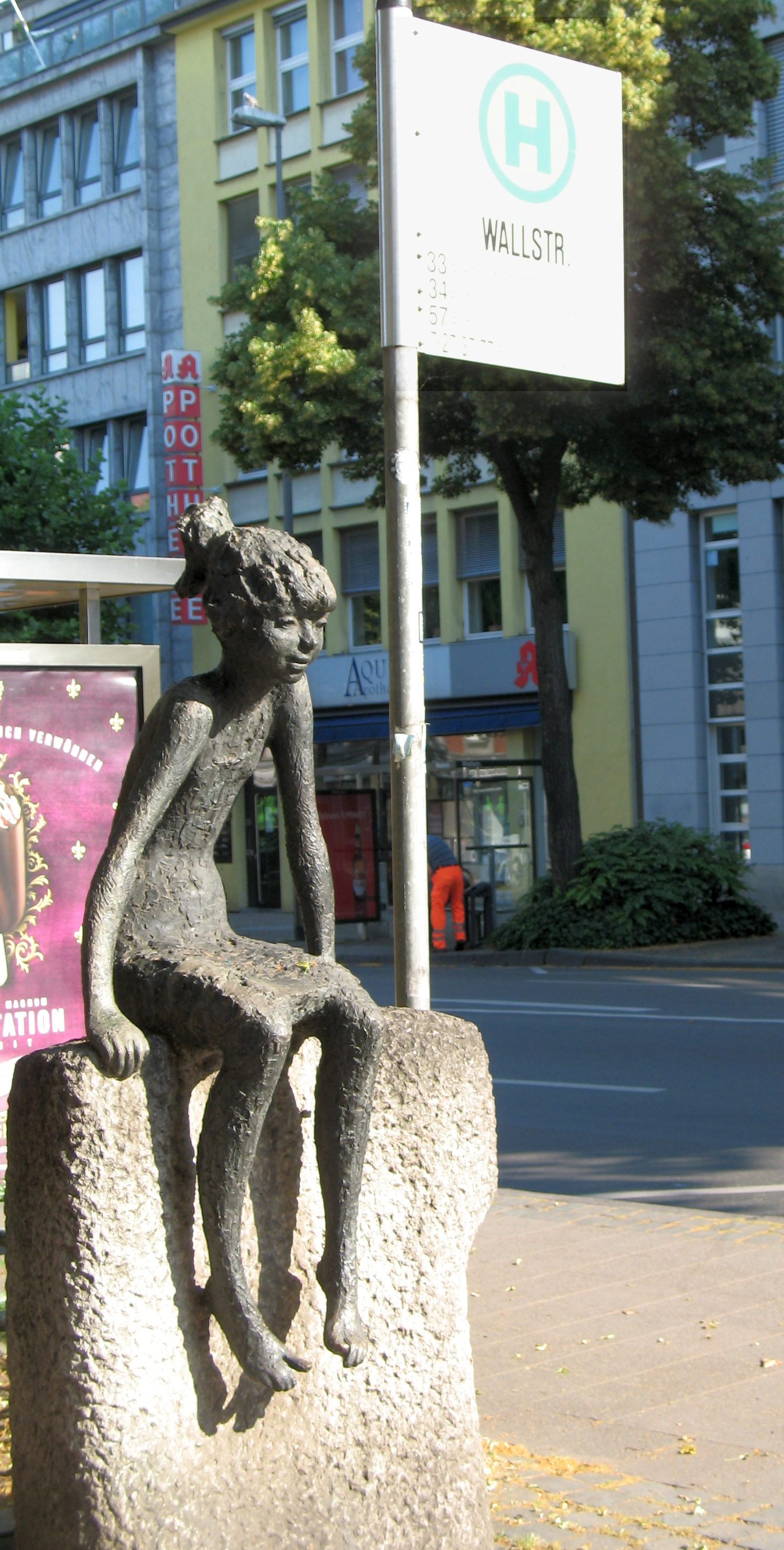
Waiting for the bus von Clemens Pasch

Neben den erwähnten Baudenkmälern befinden sich in der Theaterstraße zwei Kunstwerke im öffentlichen Straßenraum. An der Ecke zur Vereinsstraße steht seit 1991 der von Manfred Bredohl und verschiedenen Künstlern des Weltkongresses der Schmiede in Baustahl gefertigte Friedensbrunnen.
Eine Brunnenanlage vor dem ehemaligen Direktionsgebäude der AachenMünchener zwischen Aureliusstraße und Borngasse wurde 2010 zurückgebaut.
In der Nähe der Stelle, wo sich der Straßenquerschnitt zwischen der ehemaligen Theater- und der Hochstraße verändert, wurde 1979 die Bronzeplastik eines sitzenden Mädchens von Clemens Pasch aufgestellt.